# Sphaeromma mazosiae
Sphaeromma mazosiae är en svampart som beskrevs av H.B.P. Upadhyay 1964. Sphaeromma mazosiae ingår i släktet Sphaeromma, divisionen sporsäcksvampar och riket svampar.   Inga underarter finns listade i Catalogue of Life.